# On3-südwild

Ehemaliges Logo „Südwild“

on3-südwild (bis 3. April 2009: Südwild; Untertitel: Mach Dein Fernsehen. Jetzt.) war ein werktägliches Magazin des Bayerischen Rundfunks für junge Menschen, das seit Oktober 2007 im Bayerischen Fernsehen und seit August 2009 auch auf BR-alpha zu sehen war. Zum Jahresende 2012 wurde das Magazin eingestellt.
Seit 14. April 2009 bildete on3-südwild zusammen mit on3-radio, on3-startrampe und on3.de unter dem Dach von on3 das multimediale junge Angebot des Bayerischen Rundfunks.

## Programm
on3-südwild produzierte von Dienstag bis Freitag eine einstündige Livesendung aus wöchentlich wechselnden bayerischen Städten. Montags waren in on3-südwild Spezial die Höhepunkte der Vorwoche und ein Ausblick auf die kommende Sendewoche zu sehen.
Die Moderatoren griffen in der Sendung lokale und überregionale Themen auf, sprachen mit jungen Bands aus der Region und interviewten Leute aus der jeweiligen Stadt. Mehrere Wochen vor der Sendung trafen sich Redakteure mit allen Interessierten vor Ort, um Themen zu sammeln. Nach einer redaktionellen Prüfung und Auswahl, konnten junge Leute so ihr Thema, ihr Anliegen mit einem Film, einer Aktion oder in einem Gespräch ins Fernsehen bringen. Bands bekamen die Chance zu einem Auftritt vor Ort. Zuschauer und User konnten sich direkt vor Ort oder über das Internet an der Sendung beteiligen.
Der Bayerische Rundfunk gab am 5. November 2012 bekannt, im Rahmen seiner Programmumstrukturierung das Format on3-südwild zum Jahresende 2012 zugunsten anderer Jugendformate einzustellen.

## Moderatoren
Zwischen Oktober und Dezember 2007 hat on3-südwild seine Moderatoren gesucht. Die Ausscheidung zwischen den rund 400 Bewerbern für den Job als BR-Jugendmoderator hat on3-südwild ähnlich wie das ProSieben-Format Popstars als Castingshow inszeniert, die als Teil der Sendung ausgestrahlt wurde. Die Casting-Gewinner waren damals: Rosmarie Bundz, Nadia Kailouli, Andreas Poll, Marcel Wagner und Sebastian Winkler.
Vom Anfangsjahr 2008 bis 2009 moderierten Rosmarie Bundz und Nadia Kailouli. Von 2010 bis 2012 war Sandra Rieß aktive Moderatorin und Michael Köppel unterstützte das Moderatoren-Team als Reporter. 2011 beendeten Marcel Wagner und Sebastian Winkler ihre Tätigkeit bei on3-südwild. Neue Moderatoren waren Vivian Perkovic und Simon Schneller.
Von Anfang an dabei bei on3-südwild waren die als Woidboyz auf YouTube bekannt gewordenen Medientechnik-Studenten Andreas Weindl, Ulrich Nutz, Bastian Kellermeier und Thomas Hack. Bei on3-südwild waren sie für ihre Guerilla-Aktionen bekannt.
Die 14-tägliche Fernsehkolumne 'Ein Bayer in Brooklyn' bot das 'Fenster in die weite Welt'. Moderator Matthias Röckl traf Persönlichkeiten und Musiker und stellte neue Trends aus dem Big Apple vor. Die Kolumne erschien auch online auf on3.de.

## Galerie

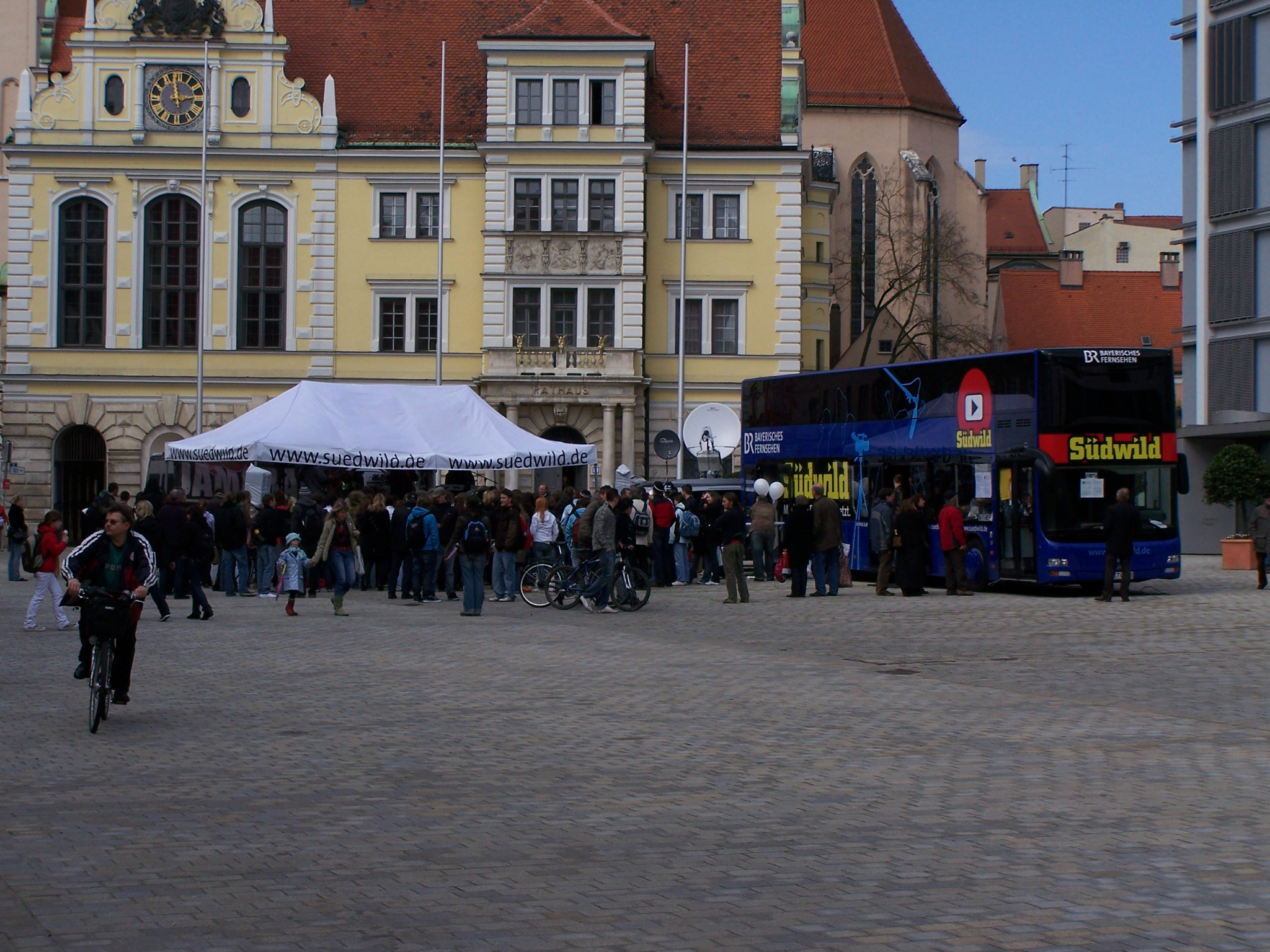
on3-Südwild ist in vielen bayerischen Städten unterwegs.
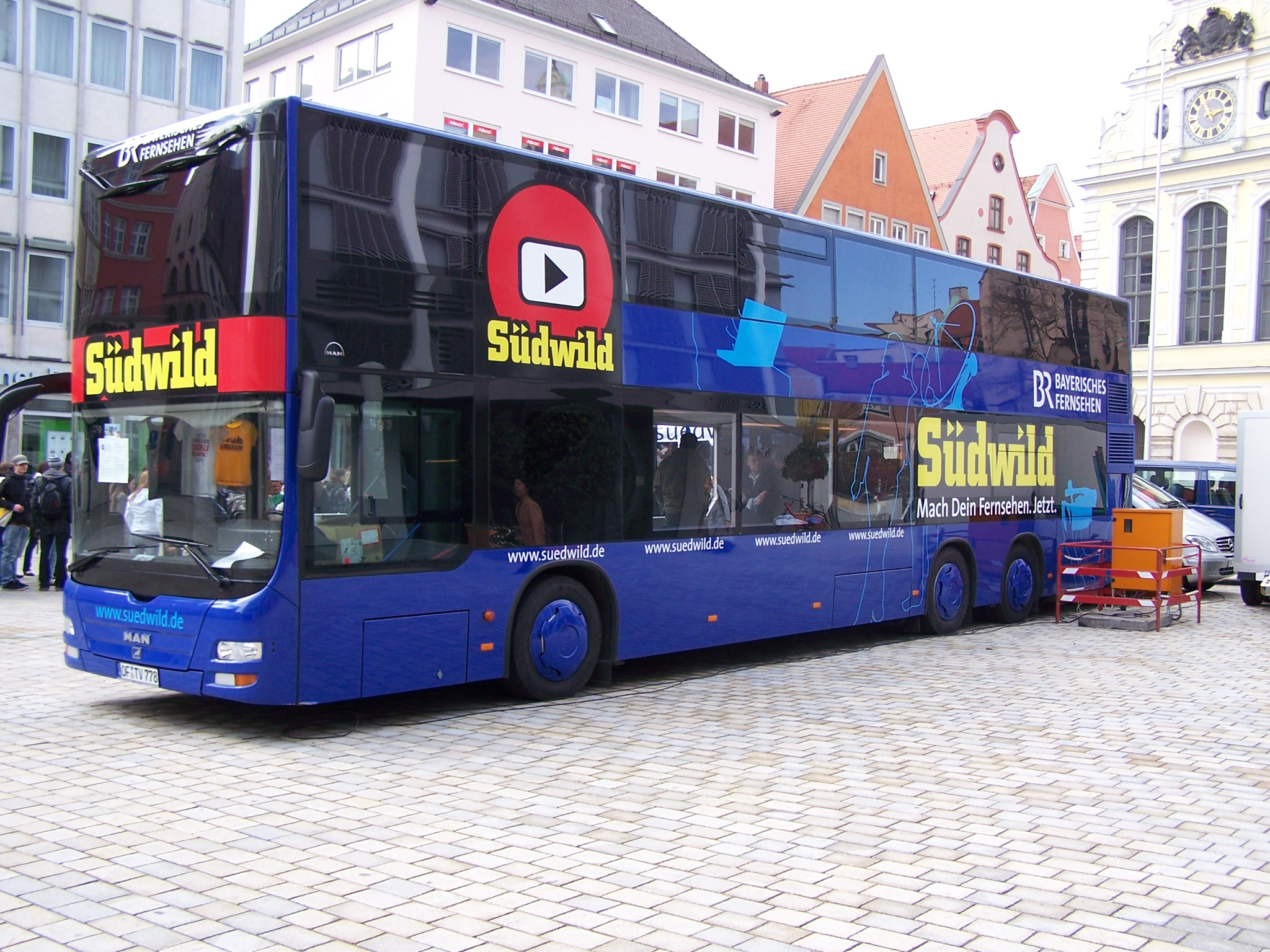
Der als mobiles Fernsehstudio benutzte Doppeldeckerbus
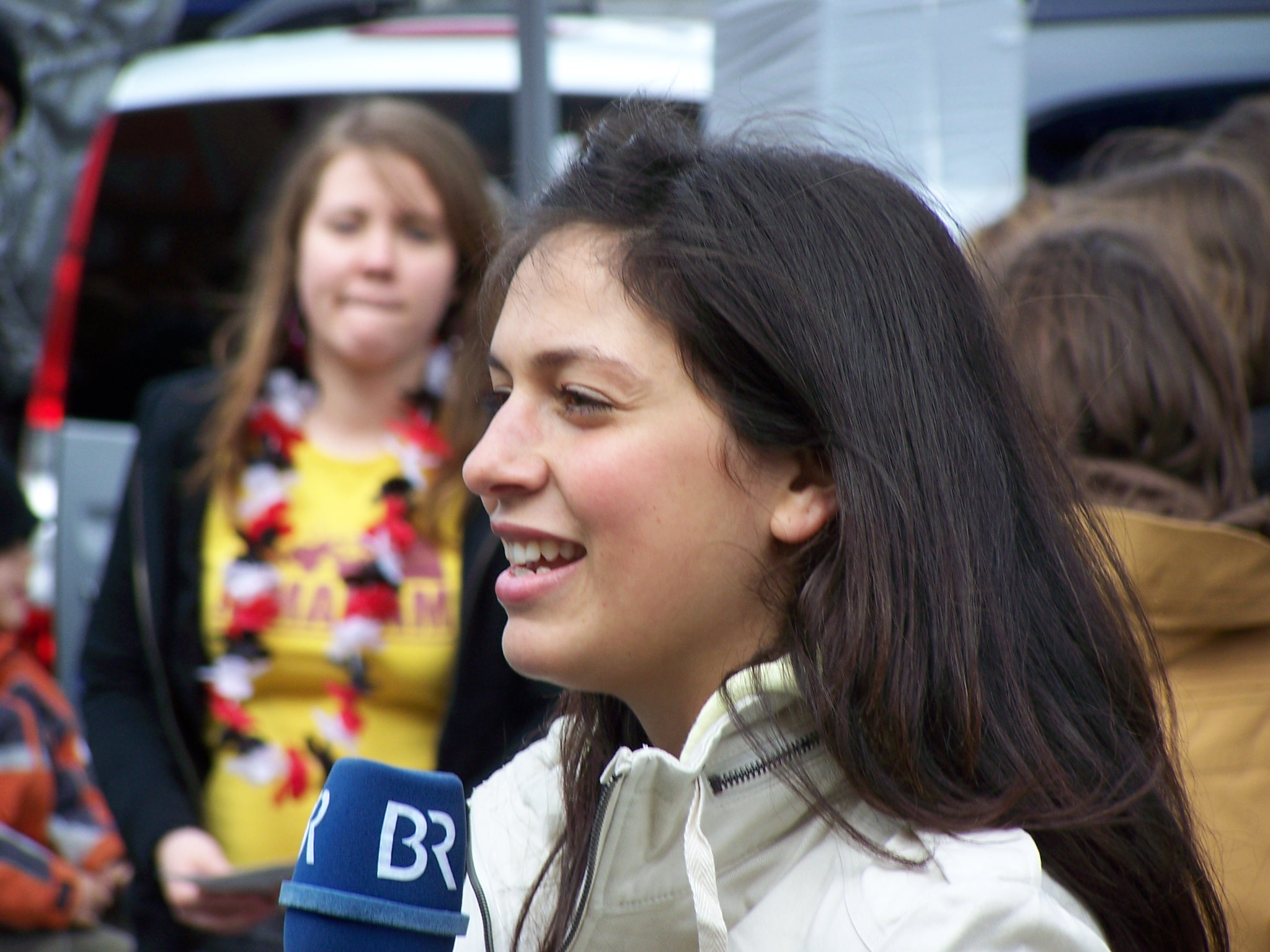
Moderatorin Nadia Kailouli
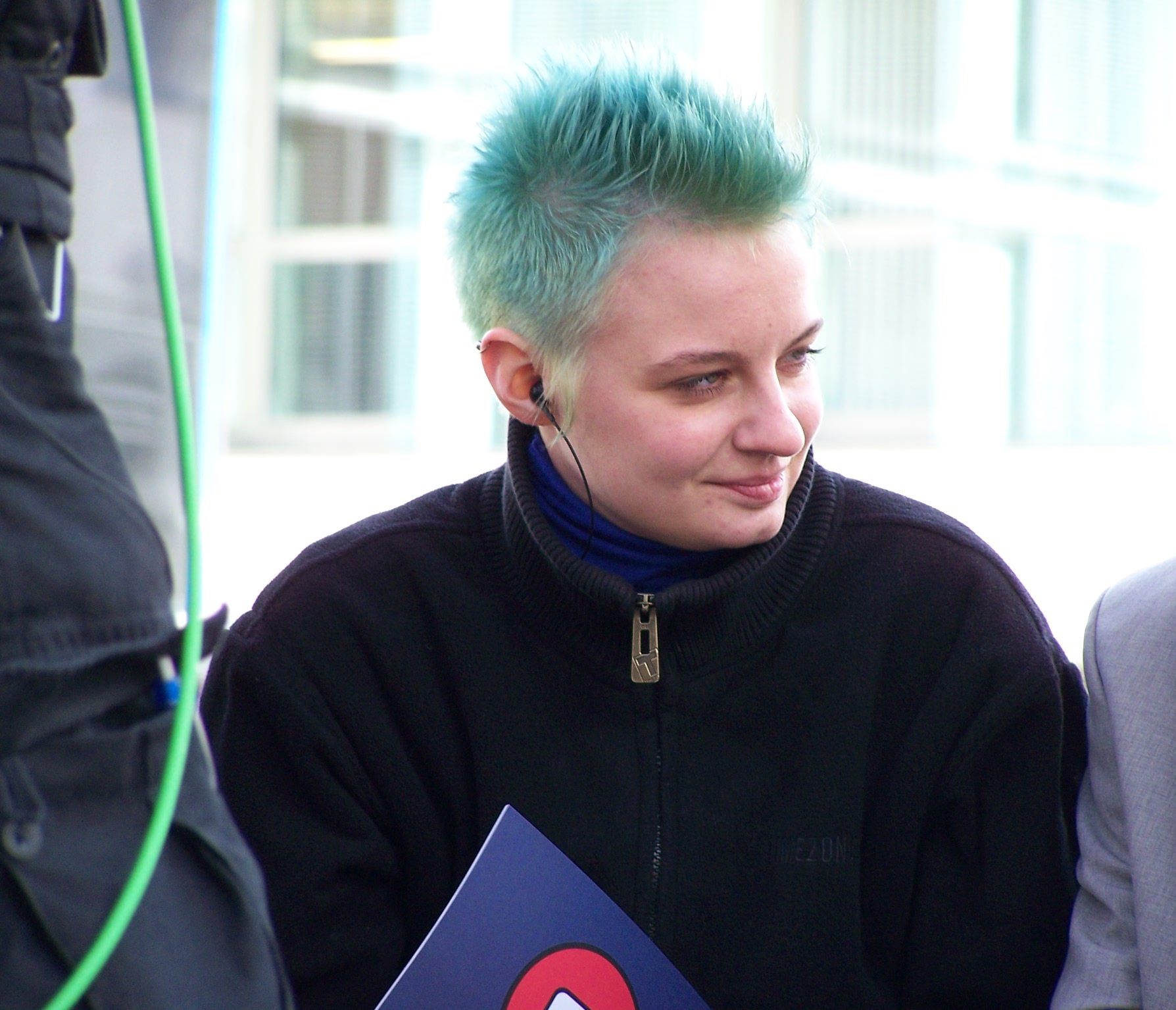
Moderatorin Rosmarie Bundz